# Vendetta (film 1986)
Vendetta (Sword of Gideon) è un film per la televisione canadese del 1986 diretto da Michael Anderson. Il film è ispirato al massacro di Monaco di Baviera avvenuto tra il 5 e il 6 settembre 1972.

## Trama
Il film racconta la storia di una squadra del Mossad chiamata per dare la caccia ai terroristi che hanno compiuto il massacro a Monaco di Baviera durante le Olimpiadi estive.